# SETD9
SETD9 (англ. SET domain containing 9) – білок, який кодується однойменним геном, розташованим у людей на 5-й хромосомі. Довжина поліпептидного ланцюга білка становить 299 амінокислот, а молекулярна маса — 34 095.
| 10         |  | 20         |  | 30         |  | 40         |  | 50         |
| ---------- |  | ---------- |  | ---------- |  | ---------- |  | ---------- |
| MPGRLLRGLW |  | QRWRRYKYRF |  | VPWIALNLSH |  | NPRTLRYVPE |  | ESKDKVISDE |
| DVLGTLLKVF |  | QALFLNDFNK |  | QSEILSMLPE |  | SVKSKYQDLL |  | AVEHQGVKLL |
| ENRHQQQSTF |  | KPEEILYKTL |  | GFSVAQATSS |  | LISAGKGVFV |  | TKGLVPKGAV |
| VSMYPGTVYQ |  | KYEPIFFQSI |  | GNPFIFRCLD |  | GVLIDGNDKG |  | ISKVVYRSCN |
| GRDRLGPLKM |  | SDSTWLTSEI |  | HNPLAVGQYV |  | NNCSNDRAAN |  | VCYQEFDVPA |
| VFPIELKQYL |  | PNIAYSYDKQ |  | SPLRCVVLVA |  | LRDINQGEEL |  | FSNYYTIVS  |

A: Аланін

C: Цистеїн

D: Аспарагінова кислота

E: Глутамінова кислота

F: Фенілаланін

G: Гліцин

H: Гістидин

I: Ізолейцин

K: Лізин

L: Лейцин

M: Метіонін

N: Аспарагін

P: Пролін

Q: Глутамін

R: Аргінін

S: Серин

T: Треонін

V: Валін

W: Триптофан

Кодований геном білок за функціями належить до трансфераз, метилтрансфераз. 
Задіяний у такому біологічному процесі, як альтернативний сплайсинг. 
Білок має сайт для зв'язування з S-аденозил-L-метіоніном. 